# Tour della nazionale maschile di rugby a 15 dell'Argentina 2013
Il tour della Nazionale argentina di rugby a 15 si tenne in Europa nel novembre 2013.
Esso prevedeva tre test match nel Regno Unito (contro Inghilterra e Galles) e in Italia.
Il bilancio complessivo fu di due sconfitte contro le Nazionali britanniche e una vittoria contro l'Italia.

## Il tour
Proprio prima dell'inizio della spedizione in Europa la Nazionale dovette affrontare due importanti defezioni: le dimissioni del C.T. Santiago Phelan, aspramente criticato dopo avere concluso il Championship 2013 con sei sconfitte in altrettanti incontri, e la perdita del capitano Juan Martín Fernández Lobbe a causa di un infortunio.
Phelan fu rimpiazzato da Daniel Hourcade, fino ad allora tecnico dell'Argentina "A" e dei Pampas XV; nel ruolo di capitano fu invece designato Juan Manuel Leguizamón.
Il primo test match, disputato il 9 novembre allo stadio di Twickenham contro l'Inghilterra, vide i Pumas sconfitti per 12-31, frutto di una buona prestazione dei locali nel primo tempo, terminato 24-6 per loro; la ripresa fu sostanzialmente equilibrata, con un parziale per gli inglesi di 7-6.
Più netta fu la sconfitta una settimana più tardi al Millennium Stadium di Cardiff contro il Galles: quattro mete trasformate e quattro calci di punizione quasi equamente distribuiti, a fronte delle due punizioni di Federico Nicolás Sánchez, una per tempo, diedero alla squadra gallese una vittoria per 40-6 mai messa in discussione.
Più altalenante fu l'incontro disputato allo stadio Olimpico di Roma contro l'Italia il 23 novembre: la partita, caratterizzata da errori da ambo le parti, vide un'Argentina indisciplinata che concesse numerosi calci di punizione per falli in mischia, fuorigioco e palla tenuta.
A un iniziale vantaggio italiano con due calci piazzati di Tommaso Allan fece riscontro una meta di Imhoff trasformata da Sánchez; chiuso il primo tempo in vantaggio, gli argentini si videro sorpassati da una meta di Michele Campagnaro (13-14), ma un piazzato e un drop ancora di Sánchez fissarono il punteggio a 19-14 per i Pumas.

## Risultati
| Arbitro: | Pascal Gaüzère |

|                                                         |      |                                |
| 12’ Launchbury 20’ Twelvetrees 33’ C. Ashton 77’ Morgan | mt   |                                |
| 12’, 21’, 34’, 77’ O. Farrell                           | tr   |                                |
| 5’ O. Farrell                                           | c.p. | 7’, 45’, 55’ Sánchez 17’ Bosch |

| Arbitro: | John Lacey |

|                                             |      |                  |
| 8’ Phillips 23’ North 55’ Faletau 66’ Owens | mt   |                  |
| 8’, 23’, 55’, 66’ Halfpenny                 | tr   |                  |
| 5’, 17’, 40’, 43’ Halfpenny                 | c.p. | 28’, 50’ Sánchez |

| Arbitro: | Chris Pollock |

|                    |      |                       |
| 62’ Campagnaro     | mt   | 20’ Imhoff            |
|                    | tr   | 20’ Sánchez           |
| 4’, 17’, 24’ Allan | c.p. | 33’, 54’, 67’ Sánchez |
|                    | drop | 72’ Sánchez           |